# Expolio arqueológico y artístico

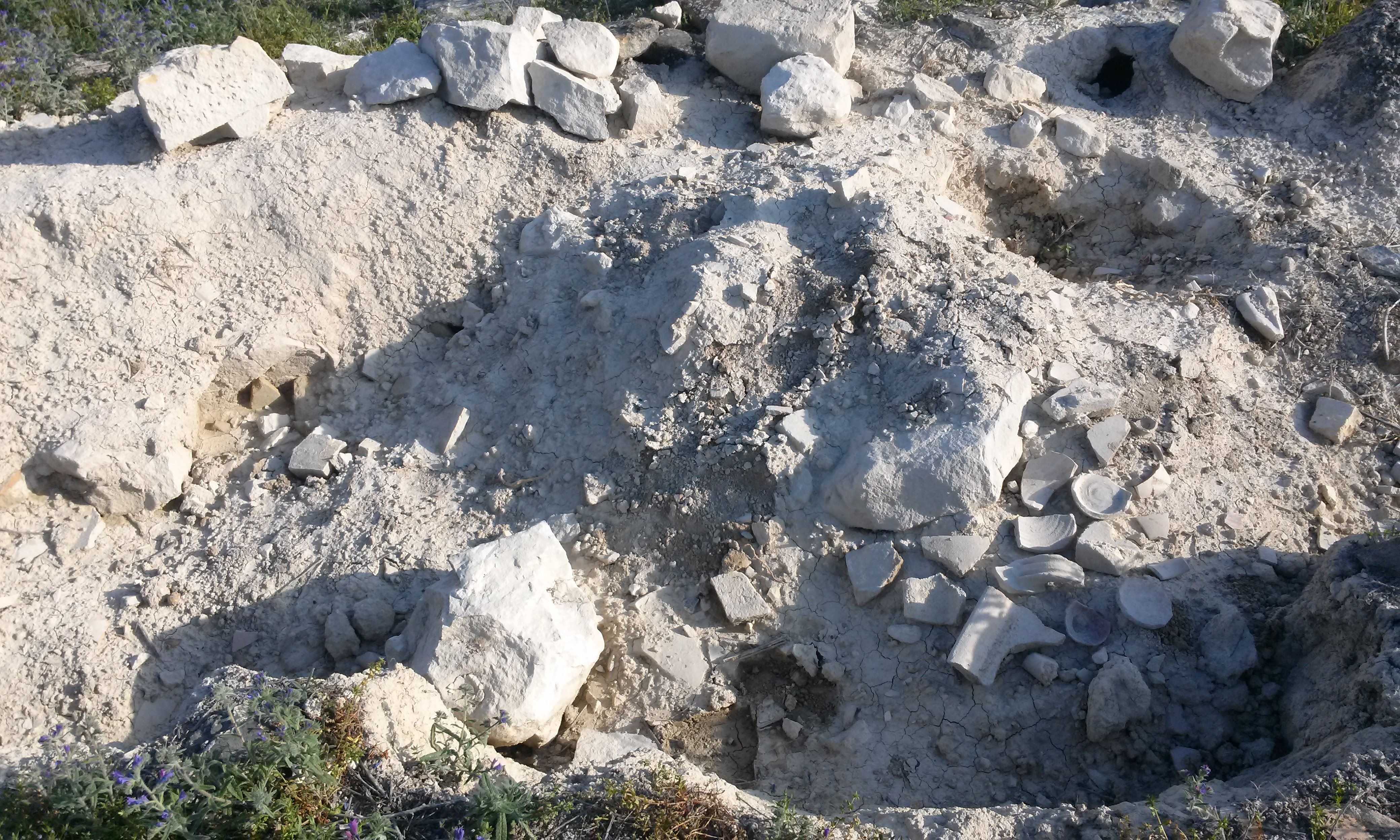
Restos de cerámicas al aire, en un yacimiento arqueológico expoliado.

Se denomina expolio, saqueo o pillaje arqueológico y artístico al delito consistente en la incautación del patrimonio histórico, arqueológico y artístico por parte de profesionales con afán de lucro, por coleccionistas, por arqueólogos aficionados e inexpertos, anticuarios sin escrúpulos o turistas, sin el permiso ni la información previa de las autoridades civiles y gubernativas de los lugares saqueados ni respeto por las leyes de protección de bienes culturales.

## Historia
El saqueo del patrimonio artístico se ha llevado a cabo en todos los tiempos y por todo tipo de gentes, incluso con autorización de los gobiernos nacionales para abastecer los museos, pues en todo tiempo ha existido el coleccionismo. Los romanos fueron unos grandes coleccionistas de antigüedades griegas. A partir del siglo III a. C. los ricos conquistadores comenzaron a formar colecciones y participaron en una primera fase del pillaje a gran escala de la Grecia Clásica. En la Edad Media y tras el pillaje de los bárbaros, las antigüedades no suscitaron tanta admiración. El tráfico de objetos culturales, sin embargo, continuó. Un primer gabinete de antigüedades se formó en el siglo XII en Roma. En Venecia un fuerte comercio de antigüedades, en parte de origen oriental, se desarrolló desde el siglo XIV. La reunión de colecciones no nace, pues, con el Renacimiento y el Humanismo, aunque se revitaliza fuertemente con estos dos movimientos, pero ahora extendido también a la antigüedad romana. La afición comenzó primero entre los humanistas y eruditos, pero luego se extendió a los príncipes y mecenas de la nobleza. En 1509 Francesco Albertini escribe su Opusculum de mirabilibus novae et veteris Urbis Romae, impreso al año siguiente, al que siguieron obras parecidas de Flavio Biondo, Andrea Fulvio, Lucio Fauno o el opúsculo de Andrea Palladio L’Antichità di Roma, y en la primera mitad del XVI se empiezan a buscar estatuas por toda Roma y se suscitan con este motivo rivalidades enconadas entre las más renombradas familias de la nobleza local. El mercadeo de estos bienes florece y los precios se elevan considerablemente. Francisco I de Médici dedica un pabellón de su casa para hacerse en él una Roma del norte y la mayor parte de las cortes de Europa siguen este ejemplo.
En el siglo XVII se abre el periodo de los grandes viajes, especialmente a Grecia. El coleccionismo es entendido como un acto de prestigio por parte de aficionados y de príncipes, a veces animado por un verdadero deseo de conocer la Antigüedad. Los viajes aumentan más en el siglo XVIII. Se extiende la costumbre en las universidades de hacer un «grand tour» mediterráneo tras los estudios universitarios para aprender idiomas e iniciar colecciones. Se anuncia la era del viaje romántico. Las potencias europeas envían misiones a Grecia en busca de medallas y de estatuas. Surge al mismo tiempo en Italia la "Etruscomanía" con el descubrimiento de grandes y ricas necrópolis. La arqueología romana se refuerza con las excavaciones de Herculano (1738) y Pompeya (1748).
Al final del XVIII y comienzo del XIX la demanda de antigüedades por parte de los estados y los coleccionistas se hace tan grande que se crean los grandes museos, como por ejemplo el British Museum (1753), uno de los más polémicos y criticados (junto al Museo del Louvre) por la forma en que consiguió hacerse con un rico patrimonio. Muchos países como Grecia, Egipto o Nigeria se consideran expoliados por Inglaterra y piden la devolución de las obras de arte a su lugar de origen. También el Museo Napoleónico en 1801, la Gliptoteca de Múnich en 1830, etc. En 1796, cuando Bonaparte se lanza a la campaña de Italia, saquea las obras artísticas y antigüedades del Renacimiento y convoca a los artistas en una comisión del Directorio para escoger lo que debe ser llevado a París en su pillaje sistemático. Hasta el mismo Papa cedió muchas obras de arte y antigüedades. Este botín llegó a París en 1798. La campaña de Egipto (1798-1800) abrió la puerta de una nueva civilización a los museos europeos, pero esta vez Bonaparte incluyó en su pillaje a arqueólogos, científicos y eruditos como Champollion, la «Commission des sciences et des arts» compuesta por más de 170 especialistas: astrónomos, médicos, botánicos, escritores, compositores, impresores, orientalistas, dibujantes... Surgen los diplomáticos-arqueólogos-mercaderes que abastecen los grandes museos europeos. Como en Grecia no hay un poder político sólido durante la primera mitad del XIX, continúa el expolio. Es el caso del desmontaje de los frisos del Partenón por lord Thomas Bruce Elgin (1801), entonces embajador de Gran Bretaña en Constantinopla ante el Imperio otomano. La Independencia de Grecia cambia las cosas: la joven nación promulga una ley para proteger su patrimonio artístico.
Se crean los primeros museos estadounidenses (el Metropolitan Museum de Nueva York y el Boston Museum of Fine Arts en 1870), y surge una nueva demanda de antigüedades clásicas y, también, de Arqueología precolombina. Las desamortizaciones originan el abandono o venta de algunos lugares y objetos artísticos religiosos, por lo cual el patrimonio cultural se dispersa. Los turistas reemplazan a los humanistas, los artistas, los diplomáticos y los aventureros. A la caída del imperio otomano marchan los arqueólogos a buscar nuevos tesoros. Heinrich Schliemann, un coleccionista, desentierra Troya y se lleva el llamado Tesoro de Príamo sin permiso. La arqueología encuentra en el siglo XX una metodología científica para datar la cronología de las piezas y empieza a ser especialmente sensible el saqueo inexperto de los bienes culturales. Las legislaciones establecen la protección y los controles estrictos de exportación de bienes culturales. Surgen las primeras conferencias y convenciones internacionales para poner coto al pillaje sistemático. Los beduinos rompen y destrozan un bien tan importante descubierto en un saqueo como los Manuscritos del Mar Muerto... para venderlo mejor. Durante la Segunda Guerra Mundial, los nazis expoliaron los museos y las colecciones de toda Europa; en Irak se hizo un expolio muy semejante. Desde Heinrich Schliemann y Mortimer Wheeler no ha cambiado nada la destrucción inexorable de los datos arqueológicos. Según Interpol y Scotland Yard, el mercado de arte robado y de antigüedades expoliadas representa una cifra astronómica de dólares y constituye la segunda gran fuente de criminalidad organizada tras el tráfico de droga, a pesar de las convenciones internacionales y las tomas de posición de numerosas asociaciones profesionales y académicas. El pillaje continúa y aumenta sin parar, con métodos modernos como los detectores de metales y los bulldozers, aprovechándose de la pobreza de algunos países o con empresas enteras más o menos legales o paralegales dedicadas a este comercio, en particular si se trata de arqueología submarina. Los "Indiana Jones" actuales destruyen todo lo que tocan con su impaciencia y su falta de preparación, y pierden para siempre objetos que podrían suministrar una valiosa información sobre el pasado. Tales objetos pueden permanecer no catalogados, no estudiados e inaccesibles. Los yacimientos arqueológicos se degradan a una velocidad cada vez más grande y nadie los vigila ni estudia. Los pobres tombaroli (Italia), buscaídolos (India), esteleros (Guatemala) y huaqueros (Perú) hacen una profesión del expolio arqueológico y artístico. Los museos a veces dejan aparte sus escrúpulos morales. Y el pillaje se ceba especialmente en los yacimientos menos estudiados, como los africanos y los hispanoamericanos.

## Legislación española
- Ley 1911, de 7 de julio, conocida también como la Ley de Excavaciones Arqueológicas.
- Ley 1915, solo para tutelar los monumentos.
- Ley 1926, para solucionar los abandonos de monumentos y de su venta por particulares.
- Ley 1933, para los expolios y deterioros de los bienes inmuebles del Patrimonio Histórico Español.
- Ley 16/1985, de 25 de junio, del Patrimonio Histórico Español
- Ley Orgánica 10/1995, de 23 de noviembre, del Código Penal
- Ley Orgánica 12/1995, de 12 de diciembre, de Represión del Contrabando
- Ley 22/1998, de 28 de julio, de Costas
- Ley 27/1992, de 24 de noviembre, de Puertos del Estado y de la Marina Mercante
- Ley 60/1962, de Salvamento y Hallazgos
- Real Decreto 111/1986, de 10 de enero, por el que se desarrolla parcialmente la Ley 16/1985, de 25 de junio, del Patrimonio Histórico Español (modificado por el Real Decreto 64/1994).
- Real Decreto 1471/1989, de 1 de diciembre, por el que se aprueba el Reglamento General para el desarrollo y ejecución de la Ley 22/1988
- Real Decreto 1112/1992, de 18 de septiembre, por el que se modifica parcialmente el Reglamento General para el desarrollo y ejecución de la Ley 22/1988
- Decreto 168/2003, de 17 de junio, por el que se aprueba el Reglamento de Actividades Arqueológicas.